# Juan Corzo
Juan Corzo y Príncipe (Madrid, 24 de junio de 1873-La Habana, 27 de septiembre de 1941) fue un maestro de ajedrez cubano, cinco veces campeón nacional.

## Carrera ajedrecística
Nacido en España, Corzo emigró a Cuba en 1887. Estudió teoría del ajedrez del maestro Pichardo y se convirtió en campeón del Club de Ajedrez de La Habana.
Dotado de notable talento táctico, su derrota frente a José Raúl Capablanca (4-3, 6 tablas) en 1901 marca el comienzo de la meteórica carrera del que luego sería campeón mundial, cuando Capablanca sólo tenía 13 años.
Fue administrador de la revista de ajedrez Capablanca-Magazine durante toda su existencia (1912-1914).
En 1919 abandona la práctica del juego para dedicarse al periodismo. 
Junto con Capablanca fundó en 1938 la Federación Nacional de Ajedrez de Cuba, de la que fue su primer presidente.

## Palmarés
Finalizó cuarto en el torneo de La Habana 1896. Ganó el campeonato de Cuba cinco veces (en 1898, 1902, 1907, 1912 y 1918).